# NGC 4816
NGC 4816 (również PGC 44114 lub UGC 8057) – galaktyka eliptyczna (E-S0), znajdująca się w gwiazdozbiorze Warkocza Bereniki. Odkrył ją 11 kwietnia 1785 roku William Herschel.